# Лінія (одиниця довжини)
Лінія — одиниця вимірювання відстані в російській та англійській (англ. line) системах мір.
- У староруській системі мір 1 лінія = 1 / 16 нігтя = 1 / 256 п'яді = 10 точок = 0,69453 мм.
- У російській (з XVIII століття) і англійській системах мір 1 лінія («велика») = 1 / 10 дюйма = 2,54 мм.
- В англійській системі мір 1 лінія («мала») = 1 / 12 дюйма = 2,11666666 … мм.
- «Французька» лінія = 1 / 144 «нормального фута» = 2,255 мм.

## Сучасні застосування
- У лініях (великих) вимірюється калібр зброї, наприклад трьохлінійна гвинтівка має діаметр каналу ствола 3 лінії, тобто 2,54 мм · 3 = 7,62 мм.

- У французьких лініях вимірюється калібр (діаметр) механізмів годинників (в СРСР для цього використовувався міліметр).